# Harjosari II
Harjosari II is een bestuurslaag in het regentschap Medan van de provincie Noord-Sumatra, Indonesië. Harjosari II telt 30.801 inwoners (volkstelling 2010).